# Gyrocarpus jatrophifolius
La támbula o Gyrocarpus jatrophifolius, es una especie de planta fanerógama perteneciente a la familia Hernandiaceae.

## Descripción
Es un árbol que se distribuye en la selva baja caducifolia del municipio de  Huetamo, algunos autores consideran a la especie como invasora, lo cierto es que se adapta muy bien a los suelos existentes en el municipio y presenta un rápido crecimiento sin problemas de sanidad. Su altura total es de 10 a 13 metros aproximadamente en condiciones naturales (Lara S., 2014), presenta un tronco recto cuando se desarrolla bajo mucha competencia, la corteza de 1.3 cm de espesor total, la interna de 3 a 6 mm y la externa de 4 a 7 mm, difícil de desprender; copa medianamente ramificada y cobertura muy aclarada; follaje verde claro, hojas simples, enteras o palmatilobadas, alternas, largamente pecioladas; frutos en racimos colgantes semejando un rehilete, cada uno consiste de una nuez con dos grandes alas delgadas en un extremo. La madera no presenta diferencia de color entre albura y duramen, es de color amarillo pálido, con jaspeaduras de color gris rosado que corresponden a los vasos, tiene olor picante y sabor amargo, brillo bajo, veteado pronunciado, textura gruesa e hilo entrecruzado. Los anillos de crecimiento están marcados por fibras. La floración se produce en enero - marzo y la fructificación en abril - agosto.	

## Distribución
Se distribuye por Sinaloa, Nayarit, Jalisco, Michoacán, México, Morelos, Puebla, Guerrero, Oaxaca, Veracruz, Chiapas, Campeche y Yucatán (Espejo, 1991).

## Características de la madera
De la Paz Pérez Olvera C. (1993) menciona que la madera de Gyrocarpus jatrophifolius  no presenta diferencia de color entre albura y duramen, es de color amarillo pálido, con jaspeaduras de color gris rosado que corresponden a los vasos, tiene olor picante y sabor amargo, brillo bajo, veteado pronunciado, textura gruesa e hilo entrecruzado. Los anillos de crecimiento están marcados por fibras.

## Características macroscópicas y microscópicas
Los poros son visibles a simple vista, de distribución difusa, solitarios, múltiples radiales de 2 a 3, tangenciales de 2 a 6 y la mayoría agrupados de 3 a 13, poco numerosos y de diámetro tangencial moderadamente grande. Los elementos de vaso son moderadamente cortos, con puntuaciones areoladas alternas y placa perforada simple. El parénquima axial es visible a simple vista, de tipo vasicéntrico, aliforme en rombo y marginal de 4 a 11 hileras de células. Los rayos son visibles a simple vista, los uniseriados muy escasos y los poliseriados de tipo homogéneo, poco numerosos, extremadamente bajos y moderadamente finos. Las fibras son de tipo libriforme, de longitud moderadamente corta, diámetro mediano y paredes muy delgadas.

## Usos actuales de la madera
Se emplea para hacer instrumentos musicales como tapas de vihuelas  y guitarrones, las cuales se decoran con pirograbado, en el municipio de Huetamo esta madera se emplea para elaborar estantes rústicos y otros muebles para uso doméstico y sin fines comerciales, en otras regiones esta madera se emplea para fabricar balsas y artesanías.   

## Taxonomía
Gyrocarpus jatrophifolius fue descrita por Karel Domin y publicado en Bibliotheca Botanica 22(Heft 89–2): 682, t. 23, f. 4. 1925.
Sinonimia
- Gyrocarpus americanus var. schiedei Schltdl.
- Gyrocarpus jatrophifolius var. pavonii (Meisn.) Domin[2]